# 美国总领事署别墅
36°03′05.3″N 120°20′43″E / 36.051472°N 120.34528°E
美国总领事署别墅位于中国山东省青岛市市南区山海关路9号，建于1943年，现为全国重点文物保护单位青岛八大关近代建筑的子项。

## 历史
山海关路9号由俄国建筑师尤力甫（俄语：Владимир Георгиевич Юрьев）设计，1943年6月设计，同年12月竣工。该楼最初业主为德国侨民瓦尔大奥尔文（Walter Ohlwein），后转卖予日本人三宅騹七。1945年日本投降后，该楼曾由美国驻青岛总领事馆（旧译美国总领事署）使用，曾先后为美国海军第七舰队司令柯克、西太平洋舰队司令白吉尔的宅邸。
1949年青岛解放以后，该楼改为青岛市人民政府交际处下属招待所用房。1951年8月3日至9月4日，中国人民解放军总司令朱德在青岛疗养，居住在山海关路9号，期间曾出席海军首届政治工作会议，视察海军青岛基地等处。1957年7月在青岛召开的中共中央政治局会议及省市委书记会议期间，周恩来、刘少奇下榻于此。1979年7月末，邓小平视察青岛时下榻于此。曾在此下榻的领导人还有万里、薄一波等。该楼也曾多次接待外国领导人，在外国领导人下榻时升起该国国旗，因此被称为“青岛的钓鱼台”。曾在此下榻的外国领导人有柬埔寨西哈努克亲王、越南领导人黄文欢等。
1987年12月，该楼厨房餐厅曾扩建。1993年，该楼旁新建贵宾楼。2001年6月25日，该楼列入第五批全国重点文物保护单位青岛八大关近代建筑子项。

## 建筑特色
山海关路9号建筑面积985平方米，砖石钢筋水泥结构，主入口以上楼高2层带阁楼，以下为半地下室一层。屋顶主体为四坡屋顶，红瓦屋面，四面中部山墙、老虎窗处各出双坡屋顶。外墙为灰白色素面砂浆，花岗岩石砌勒脚。南立面中部外凸形成露台。东立面设石砌双跑楼梯，两侧阶梯状石砌栏板，其上设雨篷。西立面一层凸出部分原为坡屋顶，现为平屋顶。北立面中间楼梯间处开三道竖向长窗，高低错落。建筑整体具有现代主义风格特征。现该楼几经改建，与原貌已有多处不同。